# Euchlanis deflexa
Euchlanis deflexa is een soort in de taxonomische indeling van de raderdieren (Rotifera). 
Het dier behoort tot het geslacht Euchlanis en behoort tot de familie Euchlanidae. De wetenschappelijke naam van de soort werd voor het eerst geldig gepubliceerd in 1851 door Gosse.